# Noise rock

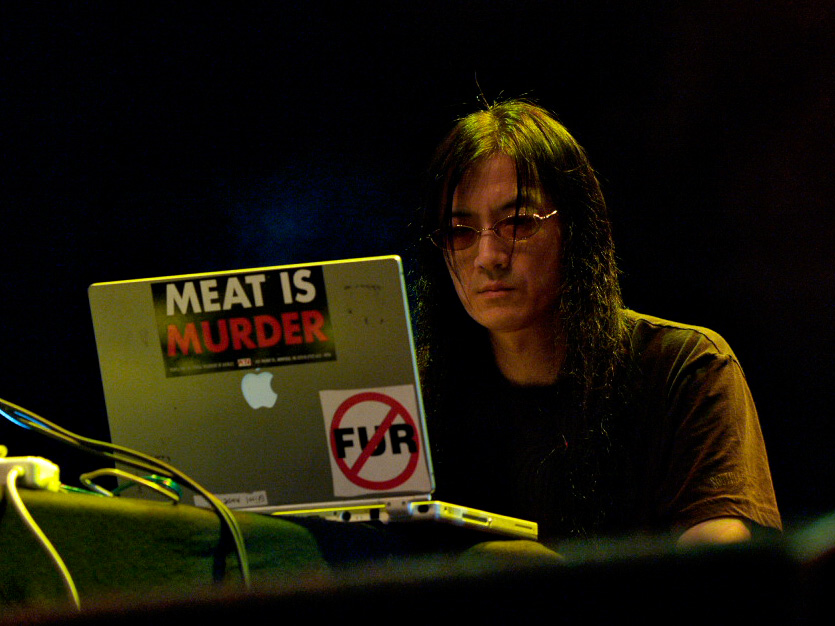
Merzbow

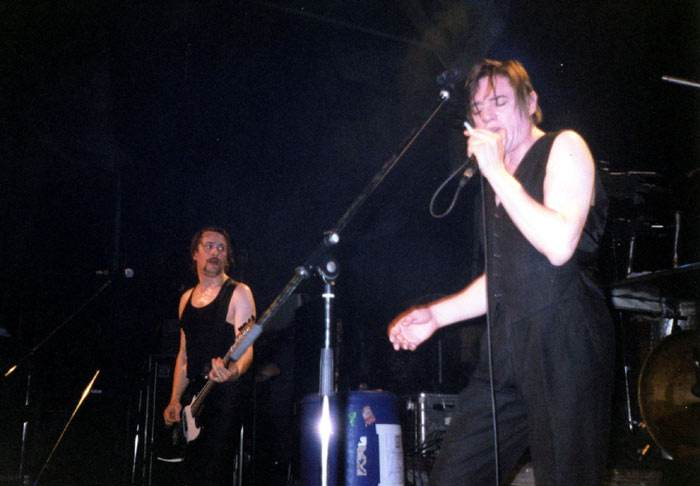
Einstürzende Neubauten

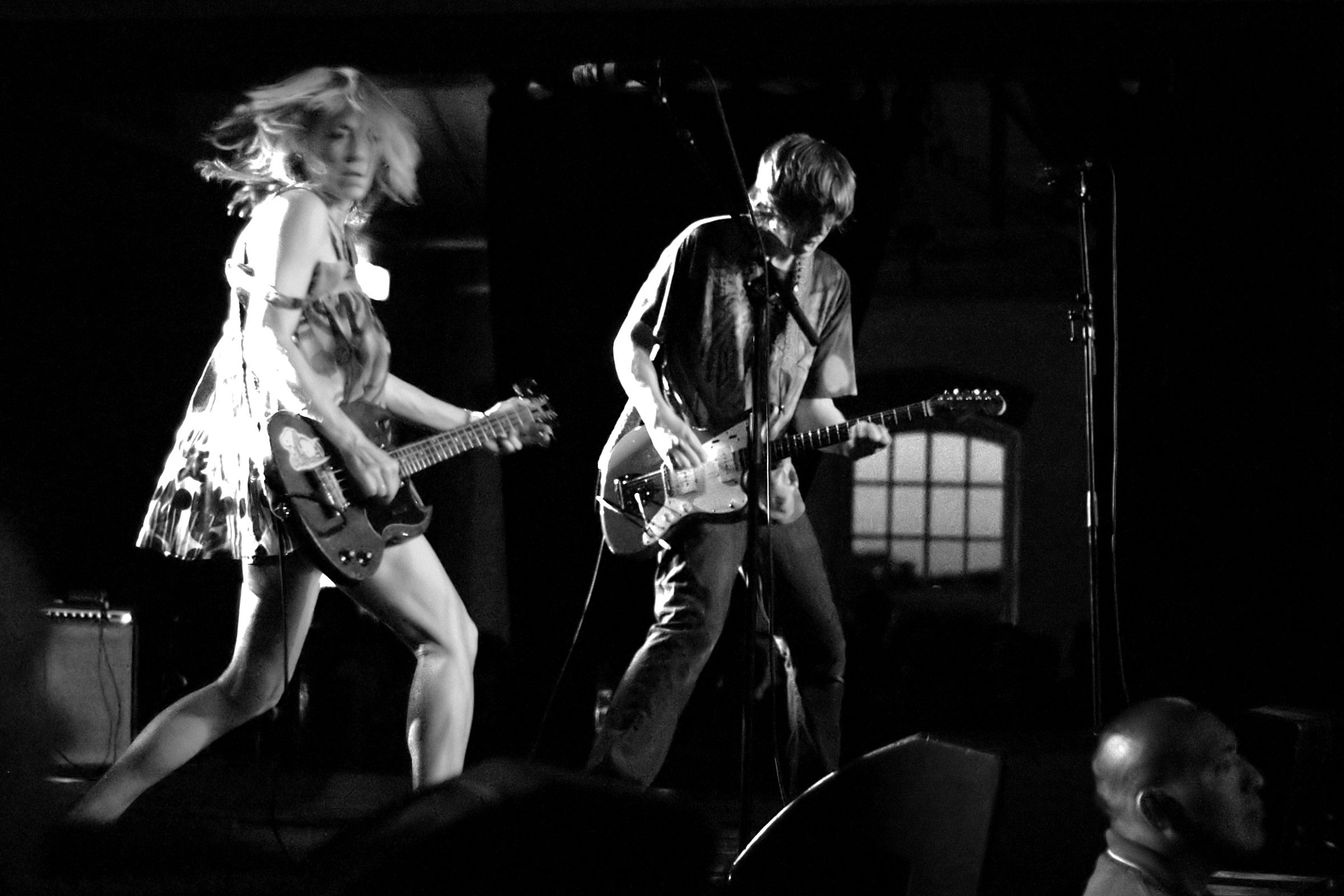
Sonic Youth

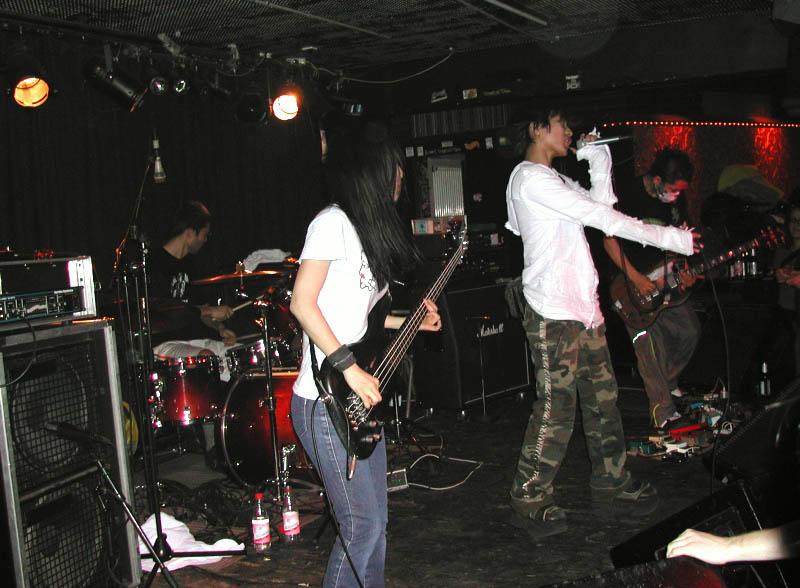
Melt Banana

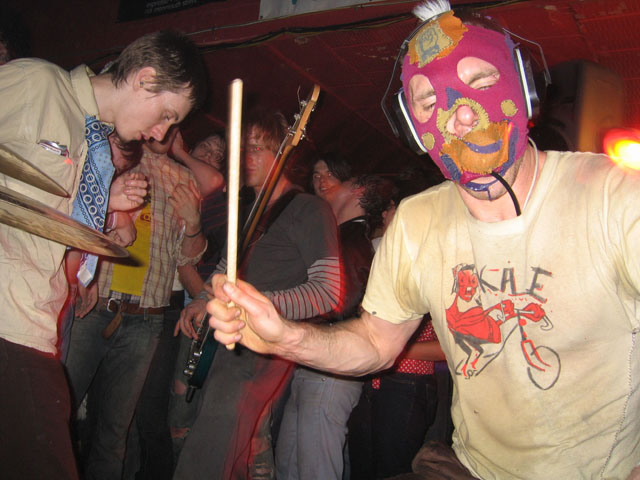
Lightning Bolt

Con il termine noise rock, a volte chiamato anche noise punk ed erroneamente noisecore, si intende un genere musicale direttamente collegato al rock sperimentale e fortemente ispirato al rumorismo, nato negli anni '80 come costola del punk rock. Attingendo da movimenti come il minimalismo, la musica industriale e l'hardcore di New York gli artisti di questo movimento si abbandonano a livelli estremi di distorsione attraverso l'uso di chitarre elettriche e, meno frequentemente, strumenti elettronici, per fornire suoni percussivi o per contribuire agli arrangiamenti.
Alcuni artisti di questo movimento sono legati alla struttura canzone come i Sonic Youth. Sebbene non siano rappresentativi dell'intero genere, hanno contribuito a diffondere il noise rock tra il pubblico del rock alternativo incorporando melodie nelle loro tessiture sonore fatte anche di Bordoni, imponendo un modello seguito da numerosi altri gruppi.

## Caratteristiche
Il noise rock fonde il rock con il rumorismo, di solito con una strumentazione "rock" riconoscibile, ma con un maggiore uso di distorsione, effetti elettronici e vari gradi di atonalità, improvvisazione e rumore bianco. Una band notevole di questo genere furono Sonic Youth che si ispirarono tra gli altri, ai compositori della no wave come Glenn Branca e Rhys Chatham.

## Storia

### Origini
Se le origini della sperimentazione dei rumori vanno ricercate nell'esperienza di certe avanguardie musicali del Novecento e, più specificatamente, nei lavori di musicisti quali Luigi Russolo, Luciano Berio, John Cage e Glenn Branca, la trasposizione di queste prime elaborazioni nei territori della musica rock può essere fatta risalire, invece, al momento in cui tutta una serie di musicisti rock convenzionali, iniziarono ad esplorare la possibilità di introdurre, all'interno delle loro composizioni, degli elementi di dissonanza tonale e di feedback generato elettronicamente.
Band come i The Who, Stooges, The Doors, Velvet Underground, MC5 e singoli musicisti come Syd Barrett e Jimi Hendrix furono infatti tra i primi a verificare la possibilità di una strada non convenzionale al rock e che andasse al di là del semplice formato strofa-ritornello-assolo. Solo poco più tardi, i gruppi tedeschi della scena Krautrock (e in particolare Can e Faust) prima, e Lou Reed poi, nel 1975 con l'album Metal Machine Music, diedero un'ulteriore accelerata evitando del tutto le classiche strutture della forma canzone in favore di una disgregazione minimalista (e tramite l'utilizzo reiterato del feedback chitarristico), anticipando e poi influenzando molti dei successivi sviluppi del genere noise rock.
Sempre verso la fine degli anni settanta, anche la neonata scena No Wave newyorchese di artisti come Mars, Lydia Lunch con i Teenage Jesus and The Jerks, Arto Lindsay con i DNA e James Chance con i Contortions svilupparono un essenziale concetto del noise rock fatto di ricerca dell'atonalità nelle voci, ripetitività dei riff chitarristici ed un particolare uso degli strumenti che vengono percossi più che suonati.

### Anni ottanta
Questa esperienza aprì poi il varco a diverse altre scene noise rock statunitensi negli anni ottanta con decine di gruppi: tra questi, ricordiamo Grotus (a San Francisco), Jesus Lizard e Big Black (a Chicago), Butthole Surfers e Scratch Acid (in Texas), Melvins, Pussy Galore e Royal Trux (a Washington), Dinosaur Jr., Sonic Youth, Swans, White Zombie e Helmet (a New York).
Una scena simile aveva iniziato a svilupparsi, in quegli stessi anni, anche in Giappone e grazie a band quali Hanatarash e Boredoms, che sperimentarono composizioni estremamente brevi, veloci e caratterizzate da raffiche di ritmo (come conseguenza di una chiara influenza grindcore), grida e chitarre spinte al massimo. Gruppi come Gore Beyond Necropsy, Zeni Geva, Guitar Wolf e Melt-Banana sapranno poi raccogliere questa eredità dando vita ad una vera e propria scena noise rock giapponese, ridenominata Japanoise.
In quel finale di decennio (gli anni ottanta) i gruppi britannici della scena shoegaze come Jesus & Mary Chain, My Bloody Valentine e Telescopes sviluppano, invece, una forma completamente distinta di noise rock, sperimentando nuovi scenari sonori unendo feedback e distorsioni chitarristiche con arrangiamenti melodici per un noise pop che riprendeva la lezione armonica delle produzioni di Phil Spector, ma seppellita stavolta sotto un Wall of Sound di rumore.

### Anni novanta
A partire dagli anni novanta, la scena noise rock si è polverizzata in diverse micro-scenari, non più legati alla collocazione geografica dei gruppi, quanto ad una diversa declinazione della materia stessa. Gruppi come Neurosis e Today Is The Day, ad esempio, utilizzarono il noise fondendolo con il loro metal estremo e gran parte delle loro innovazioni sono state incorporate da band più sperimentali del metalcore, come i Converge, Dillinger Escape Plan e Lightning Bolt. Altre band (della scena di Providence) tendono, invece, a ridurre al minimo le strutture tradizionali della canzone rock per un approccio più minimale e vicino al semplice drone, come Six Finger Satellite, Black Dice o Arab on Radar.